# Alexander-Paul Henckel

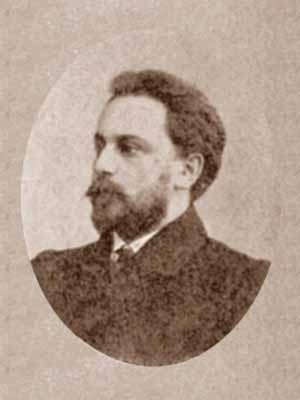
Alexander-Paul Henckel

Alexander-Paul Hermannowitsch Henckel (russisch Александр Германович Генкель; * 20. Julijul. / 1. August 1872greg. im Wilna; † 9. April 1927 in Perm) war ein russischer Biologe und Hochschullehrer.

## Leben
Henckel studierte an der physikalisch-mathematischen Fakultät der Universität St. Petersburg in der naturwissenschaftlichen Abteilung mit Abschluss 1896 und war 1897 dort Assistent am Lehrstuhl für Botanik. Im selben Jahr wechselte er an die Kaiserliche Neurussische Universität in Odessa, an der er 1899 Privatdozent wurde. 1900 wurde er an die Universität St. Petersburg zurückgerufen. Dort verteidigte er im Herbst 1902 seine Dissertation für die Promotion zum Magister der Botanik. Viermal wurde er für Algenuntersuchungen ins Ausland geschickt. 1904 war er an Arbeiten der Kaspischen Expedition beteiligt. Für den neuen Brockhaus-Efron schrieb er eine Reihe von Artikeln zur Morphologie der Meeresalgen.
Henckels Forschungsschwerpunkte waren die kleinen freischwebenden Algen, die Biologie der niederen Organismen und die Morphologie der Bedecktsamer. Er veröffentlichte eine Reihe von Arbeiten über Plankton-Algen der Karasee, des Kaspischen Meeres, des Baikalsees und einiger Flüsse des Urals. 1911 verteidigte er in der Neurussischen Universität seine Dissertation über das Phytoplankton des Kaspischen Meeres aufgrund der Daten der Kaspischen Expedition zur Promotion zum Doktor der Botanik.
1916 gründete Henckel und leitete dann den Lehrstuhl für Morphologie und Systematik der Pflanzen der neuen Universität Perm. Daneben leitete er 1920–1921 das Statistik-Büro des Gouvernements Perm und die Kommission für die Rajon-Aufteilung des Gouvernements, wobei seine Arbeiten dazu die Grundlage für die Festlegung der Grenzen waren. 1921–1922 war er Dekan der agronomischen Fakultät der Universität Perm nach Andrei Alexandrowitsch Richter und vor Pawel Iwanowitsch Preobraschenski.
1922 wurde auf Henckels Initiative der Botanische Garten der Universität Perm angelegt. Das Gelände gehörte ursprünglich dem Kaufmann und Mäzen Nikolai Wassiljewitsch Meschkow, der es mit einem Nachtasyl 1916 der Stadt Perm geschenkt hatte. Das Nachtasylgebäude war das Hauptgebäude der Universität geworden. Auf dem Gelände davor hatte Meschkow einen Volksgarten geplant, für dessen Planung er 1915 den Landschaftsarchitekten E. A. Mayer aus Moskau unter Bezugnahme auf Gutachten der Botaniker Pawel Wassiljewitsch Sjusew und Porfiri Nikititsch Krylow eingeladen hatte. Infolge der Oktoberrevolution und des Russischen Bürgerkriegs wurde der Plan nicht realisiert. 1920–1921 nutzten Universitätsangehörige das Gelände als Gemüsegarten. Eines der bekanntesten Gewächse im heutigen nach Henckel benannten Botanischen Garten der Universität Perm ist die Dattelpalme, die Henckel 1896 in St. Petersburg gepflanzt hatte.
1923 veröffentlichte Henckel eine Reihe von Arbeiten zur Klassifikation der Symbiosen. 1924–1925 nahm er als Biologe an den Karasee-Wirtschaftexpeditionen teil.
Henckel beherrschte 9 Sprachen und übersetzte Werke von Johannes Eugenius Bülow Warming, Anton Kerner von Marilaun, Alfred Brehm, Ernst Haeckel, Thomas Morus (Utopia), Tommaso Campanella (La città del sole) und vielen anderen.
Henckel litt an Lungentuberkulose und starb nach einer Erkältung nach Löscharbeiten bei großer Kälte in dem brennenden Gewächshaus des Botanischen Gartens. Henckels Lehrstuhl leitete nach Henckels Tod Wladimir Issaakowitsch Baranow.
Der Biologe Pawel Alexandrowitsch Henckel, der Geobotaniker Alexei Alexandrowitsch Henckel und die Philologin Marija Alexandrowna Henckel, deren Sohn Georgi Anatoljewitsch Woronow Ökologe wurde, waren Henckels Kinder. Henckels älterer Bruder war der Orientalist Hermann Hermannowitsch Henckel. Der Astronom Alexander Nikolajewitsch Nefedjew war Henckels Schwiegersohn.